# بابا الكنيسة القبطية الأرثوذكسية

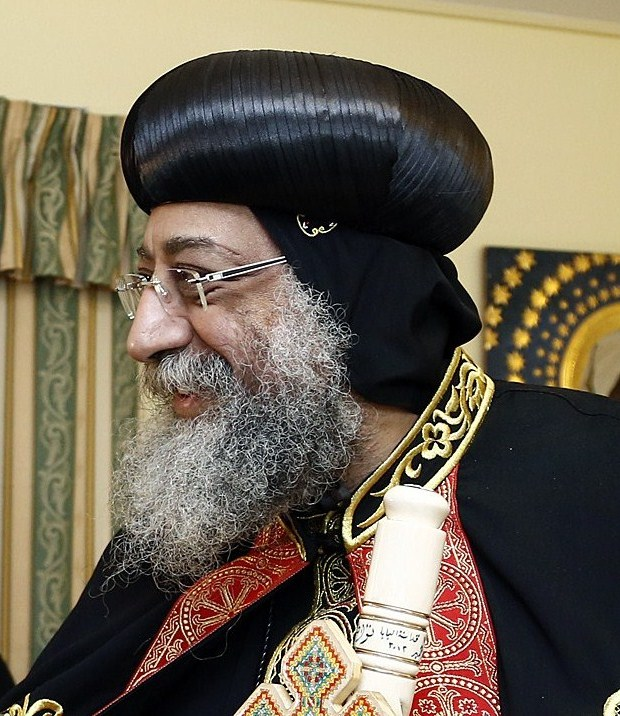
بابا الكنيسة القبطية الأرثوذكسية الحالي تواضروس الثاني ويشغل المنصب منذ 4 نوفمبر 2012.

بابا الإسكندرية: هو لقب يطلق على رؤساء أساقفة الكنيسة القبطية الأرثوذكسية (بابا الإسكندرية وبطريرك الكرازة المرقسية)، وبابا هي في الأصل كلمة قبطية تنطق «بي آبا» وتعني الأب، ويقال أن أول مرة ظهر فيها هذا اللقب في عهد البابا ديمتريوس الكرَّام حينما البابا الثاني عشر لكرسي الإسكندرية الرسولي حينما رسم أساقفة يعاونوه في الخدمة فأطلقوا عليه هذا اللقب، ولكن أول من لقب به هو البابا ياروكلاس البابا الثالث عشر من بابوات الكرسي المرقسي، وقبلهما كان يستخدم لقب (أنبا / الأسقف).
بابا الإسكندرية هو بطريرك الإسكندرية تثبَّت هذا بقرار من المجمع المسكوني الأول بنيقية عام 325 م. البند رقم 5  وهو رئيس المجمع المقدس للكنيسة القبطية الأرثوذكسية أعلى سلطة في الكنيسة الإسكندرية.
الكرازة المرقسية، تعني أن المسيحية دخلت مصر بكرازة، مارمرقس، والكرازة تعني التبشير، فمار مرقس بدأ دعوته بالتبشير في منتصف القرن الأول الميلادي. ورغم أن المقر البطريركي تم نقله للقاهرة فإن اللقب لا زال يُستعمل للدلالة على أن التبشير بالمسيحية في مصر بدأ من الإسكندرية.

## كلمة بابا
يذكر التاريخ أن الأقباط أول من أطلقوا كلمة بابا على بطريركهم، وقد كانت هذه الكلمة شائعة في مصر أيام العصر الفرعوني ومما يدل على ذلك وجود هذه الكلمة حتى الآن في واحة سيوة وهي منطقة منعزلة عن العالم تستخدم وتطلق خاصة من الصغير للكبير لاحترام الكبار، وهذه الكلمة يستعملها أهل واحة سيوة في لغتهم الأمازيغية والتي اختلطت بلا شك باللغة الفرعونية قديماً.
وباللغة الإنجليزية تنطق Baba وتعني Title of respect for the elders وتقال في مصر تقديراً واحتراما للأكبر في السن والمقام والمركز سواء أكان قريباً أو غريباً .
وما زال الأقباط في صعيد مصر يستعملونها في الأسواق لكبار السن من الأقارب والغرباء حيث يقولون «يابا» بالياء والأرجح أنها تغيرت مع الزمن، إلا أن دلاله الكلمة احترام الكبير ما زال كما هو، وقد أخذت الكنيسة الكاثوليكية هذا اللقب فيما بعد.

## مقر البابوية الإسكندرية
المقر الأصلي للكرسي المرقسي هو مدينة الإسكندرية، وقد ظل عدة قرون هو المقر الوحيد للبابا القبطي، إلا أنه في عصر الخلفاء الأمويين بعد دخول الإسلام لمصر وفي عهد الوالي عبد العزيز انتقل مقر إقامة البابا إلى القاهرة عاصمة مصر.

## انتخاب بابا الإسكندرية
كان يتم انتخاب بابا الإسكندرية من الرهبان وجواز ترشيح علماني (أي رجل مدني) ولكنه متبتل. ويمكن أن يكون البابا من الأساقفة أوالمطارنة لائحة ترشيح وانتخاب يطريرك الاقباط الارثوذكس الصادرة عام ١٩٥٧ اشترطت فيمن يرشح للكرسي البطريركي أن يكون من طغمة الرهبنة المتبتلين أي الذين لم يسبق لهم الزواج سواء كان مطرانا أو أسقفا أو راهبا وألا يقل عمره عن أربعين عاما ونصت على إجراء قرعة هيكلية بين أول ثلاثة مرشحين في ترتيب الأصوات. وقد نصت اللائحة الحالية لعام ٢٠١٥ على ان السقف الادنى ٤٥ سنة والاعلى ٦٥ سنة وقت خلو الكرسي كما اشترط الجنسية المصرية وكون والديه قبطيين ارثوذكسيين، وحظرت ترشح مطارنة أو أساقفة الكراسى والإيبارشيات الا في حالات الضرورة القصوى ووفقا للقوانين الكنسية. واستمرت باقرار القرعة الهيكلية